# 圣若望教堂 (布尔诺)
圣若翰洗者圣若望宗徒教堂（Kostel svatého Jana Křtitele a Jana Evangelisty），俗称圣若望教堂（kostel svatých Janů）是一座罗马天主教教堂，建于13世纪，位于布尔诺的历史中心。
在1227年到1239年之间的某个时候，方濟小兄弟會来到布尔诺，修道院建立时，建起了临时的圣若翰洗者小堂，其遗迹在1722年发现。1257年由奥洛穆茨主教祝圣。五年后，整个修道院毁于火灾，14世纪早期重建的新教堂外墙今天仍然存在。北部角落是一个细高的塔楼。三个走道的哥特式教堂的形式一直延续到17世纪，塔楼于1678年拆除。在18世纪上半叶进行了重大调整：在教堂附近兴建了劳莱托小堂（loretánská kaple），修道院扩建，分两个阶段兴建巴洛克式的修道院教堂。。
1784年9月1日，在教区行政重组期间，圣若望教堂成为布尔诺的本堂区圣堂之一，堂区范围为布尔诺老城的三分之一。
1958年，这座教堂、修道院和劳莱托小堂列为捷克文化遗产。